# Флаг Флориды
Флаг Флори́ды (англ. Flag of Florida) — один из официальных символов американского штата Флорида.
Флаг представляет собой прямоугольное полотнище белого цвета с красным андреевским крестом. В центре изображена печать Флориды.
Флаг был принят на референдуме, проведённом в 1900 году. В 1985 году был изменён дизайн печати штата, что повлекло за собой замену флага.

## Предыдущие флаги
После того, как в январе 1861 года Флорида вышла из состава Союза, в пользовании появилось много неофициальных флагов. Генеральная Ассамблея штата передала губернатору штата Медисону С. Перри (англ. Madison S. Perry) директиву, в которой ему предлагалось разработать флаг Флориды, который и был принят 13 сентября 1861 года. Сведений о применении этого флага не сохранилось, предположительно он был отменён в 1865 году, после поражения конфедератов в Гражданской войне.
Флаг представлял собой прямоугольное полотнище, разделённое по вертикали на две части. В левой части синего цвета помещалось изображение печати штата, правая часть была разделена на три равновеликие горизонтальные полосы: крайние красного и средняя белого цветов.
Второй официальный флаг был принят 6 августа 1868 года, он представлял собой белое полотнище (соотношение сторон 12:13) с печатью штата в центре. В конце 1890-х годов губернатор штата Френсис П. Флеминг (англ. Francis P. Fleming) предложил добавить на флаг красный андреевский крест, чтобы тот не был похож на «белый флаг» сдавшихся.

## Похожие флаги
Флаг святого Патрика
Флаг штата Алабама